# Natalia Piotrowska-Paciorek
Natalia Piotrowska-Paciorek (ur. 12 września 1990 w Świeciu) – polska aktorka teatralna, dubbingowa, wokalistka Studia Accantus i instruktorka wokalna. Znana z ról teatralnych m.in. Aidy w Aidzie w Teatrze Muzycznym „Roma” oraz Marii Magdaleny w Jesus Christ Superstar w Teatrze Rampa.

## Życiorys
Ukończyła studia na Wydziale Wokalno-Aktorskim Akademii Muzycznej im. Stanisława Moniuszki w Gdańsku ze specjalnością musical. W 2015 roku rozpoczęła występy w spektaklach Teatru Rampa w Warszawie. W 2018 roku była nominowana do nagrody dla najlepszej wokalistki musicalowej w konkursie Teatralne Nagrody Muzyczne im. Jana Kiepury. W 2019 roku zadebiutowała na deskach Teatru Muzycznego „Roma” w tytułowej roli w musicalu Aida. W tym samym roku otrzymała pierwszą rolę dubbingową, księżniczki Dżasminy w filmie Aladyn.
Laureatka pierwszej edycji Ogólnopolskiego Plebiscytu Musicalowych Premier Sezonu w kategorii aktorka za rolę Scaramouche w musicalu We will rock you w Teatrze Muzycznym ROMA.

## Role teatralne
Źródło:
| Rok       | Przedstawienie                                                             | Rola            | Teatr                                                |
| --------- | -------------------------------------------------------------------------- | --------------- | ---------------------------------------------------- |
| 2012      | Wonderful Town                                                             | Ruth Sherwood   | Akademia Muzyczna im. Stanisława Moniuszki w Gdańsku |
| 2014      | ABBA Club                                                                  | Maria           | Teatr Palladium                                      |
| 2015      | Jutro będzie lepiej                                                        | kilka ról       | Teatr na plaży (Sopot)                               |
| 2015      | Legalna blondynka                                                          | Serena          | Krakowski Teatr Variété                              |
| 2015      | Rapsodia z Demonem                                                         | Ida / Idalia    | Teatr Rampa                                          |
| 2016      | Jesus Christ Superstar                                                     | Maria Magdalena | Teatr Rampa                                          |
| 2017      | Kobiety na skraju załamania nerwowego                                      | Marisa          | Teatr Rampa                                          |
| 2018      | Siła sióstr                                                                | kilka ról       | Teatr Muzyczny w Toruniu                             |
| 2018      | Twist and Shout                                                            | Stella          | Teatr Rampa                                          |
| 2019      | Broadway Exclusive. Najpiękniejsze przeboje musicalowe (wersja koncertowa) | kilka ról       | Teatr Rampa                                          |
| 2019–2023 | Aida                                                                       | Aida            | Teatr Muzyczny „Roma”                                |
| 2023–     | We Will Rock You                                                           | Scaramouche     | Teatr Muzyczny „Roma”                                |

## Filmografia

### Role głosowe
- 2019: Aladyn jako księżniczka Dżasmina[3]
- 2019–2020: Bia jako Bia[9]
- 2019: Strażniczki tęczy jako Lavender[10]
- 2020: Zakochany kundel jako Lady[11]
- 2021: Nasze magiczne Encanto jako Isabela Madrigal[12]